# 冷水江东站
冷水江东站位于中华人民共和国湖南省娄底市冷水江市，是沪昆铁路上的火车站，建于1961年，由广州局集团管辖。

## 車站周邊
- 娄底综合社会养老服务中心
- 冷水江市东站居委会卫生室

## 歷史
- 建于1961年。

## 外部連結
- 中国铁路客户服务中心（页面存档备份，存于）